# Xylopia flamignii
Xylopia flamignii este o specie de plante angiosperme din genul Xylopia, familia Annonaceae, descrisă de Raymond Boutique. Conform Catalogue of Life specia Xylopia flamignii nu are subspecii cunoscute.